# Аманконыр
Аманконыр (каз. Аманқоңыр, до 2017 г. — Дальнее) — село в Осакаровском районе Карагандинской области Казахстана. Административный центр сельского округа Жансары. Находится на правом берегу реки Ишим, примерно в 93 км к северо-востоку от посёлка Осакаровки, административного центра района, на высоте 403 метров над уровнем моря. Код КАТО — 355637100.

## Население
В 1999 году численность населения села составляла 326 человек (159 мужчин и 167 женщин). По данным переписи 2009 года, в селе проживал 191 человек (97 мужчин и 94 женщины).

## История
Село образовано в 1944 г. как центральная усадьба вновь образованного совхоза «Осакаровский» выделенного из состава разукрупнённого совхоза имени Тельмана.